# Caroline Carré de Malberg
Pour les articles homonymes, voir Carré de Malberg, Carré (homonymie), Malberg et Colchen.
Caroline Carré de Malberg, née Caroline Barbe Colchen le 8 avril 1829 à Metz (France) et morte le 28 janvier 1891 à Lorry-lès-Metz (Reichsland d'Alsace-Lorraine), épouse du colonel Paul Carré, est la fondatrice, avec l’abbé Henri Chaumont (1872), des Filles de Saint François de Sales et de sa branche missionnaire les Salésiennes missionnaires de Marie Immaculée. 

## Biographie

### Une jeune Messine

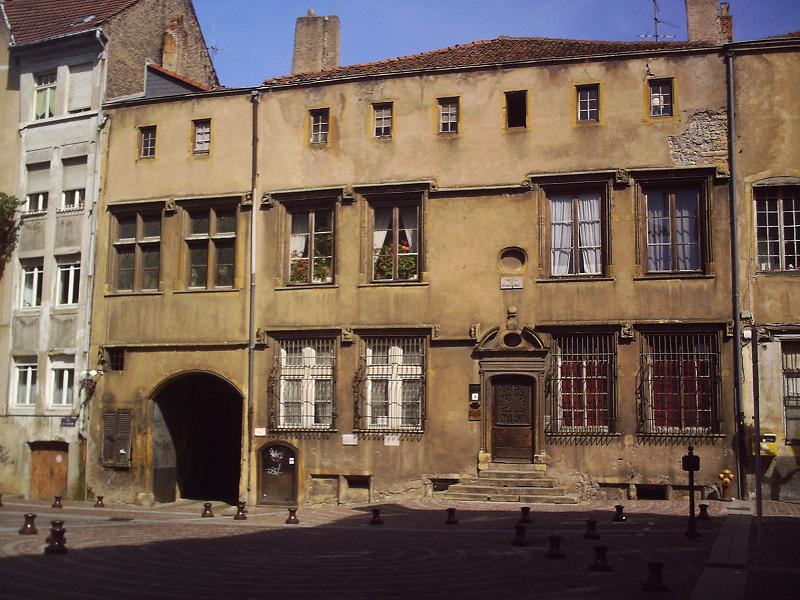
Hôtel de Burtaigne (état actuel)

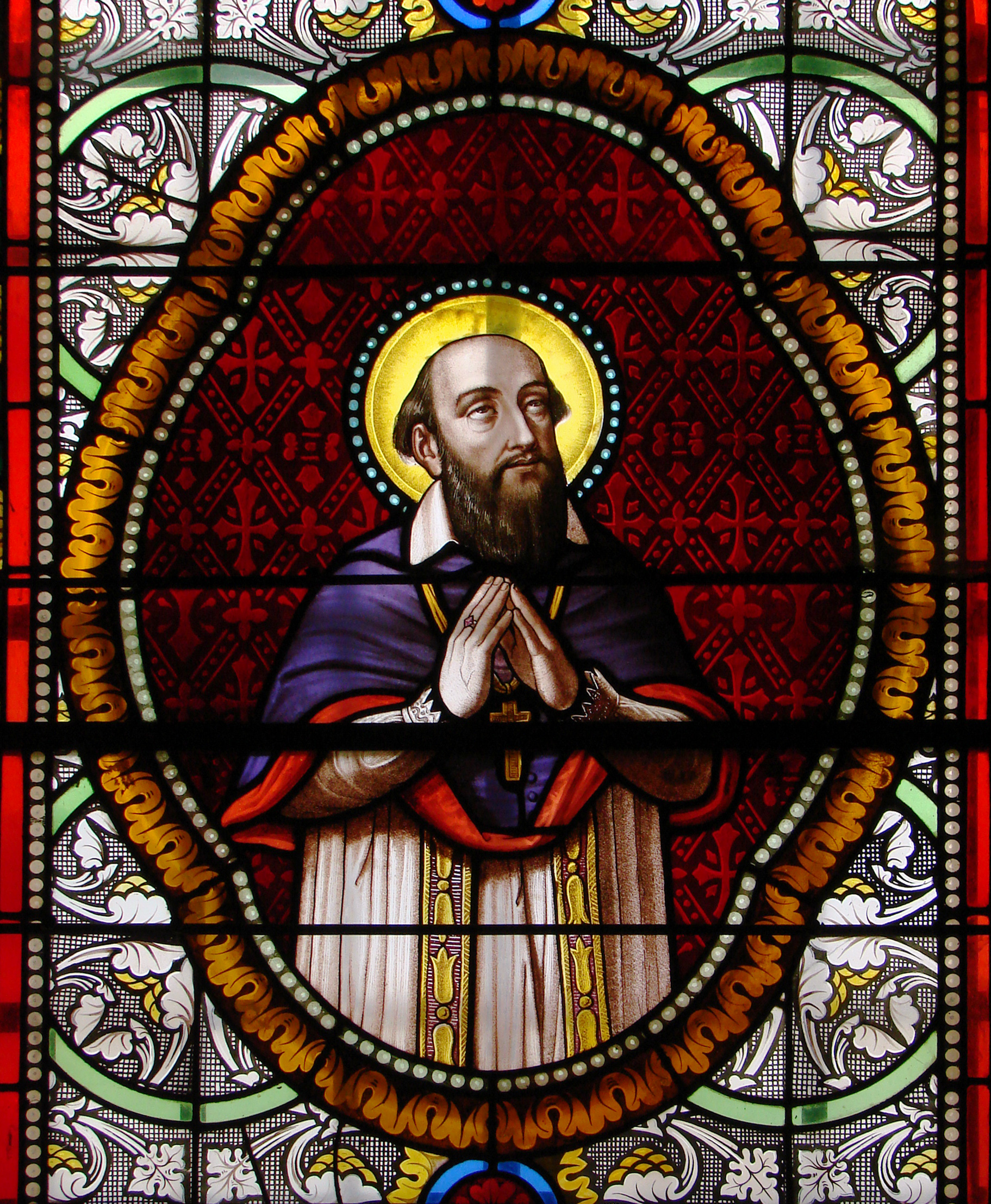
Vitrail représentant saint François de Sales (Fin XIXe siècle)

Fille de François Dominique Victor Colchen et de son épouse, née Élisabeth-Charlotte Simon, Caroline Barbe naquit à Metz, le 8 avril 1829 et fut baptisée en l’église Saint-Martin de Metz, le 11 avril suivant. 
Son père, catholique actif, était président de la Société de Saint-Vincent-de-Paul et du Patronage des Jeunes Apprentis. Ancienne famille lorraine, plusieurs parents de la petite Caroline tinrent des charges importantes au XVIIe siècle. Jean-Victor Colchen (1751-1830), premier Préfet de Moselle qui s'installe en l'an VIII (1799/1800) à la Préfecture de Metz et son frère Claude Nicolas Colchen (1755-1833), député de la Moselle, sont les cousins germains de Jean-Pierre Lubin Colchen, arrière-grand-père de Caroline. Sa mère l'élèvera dans la piété salésienne.
Caroline passa son enfance à Metz sur les bords de la Seille à l’hôtel de Burtaigne propriété de famille située (place des Charrons). Éduquée jusqu’en 1846 au couvent de la Visitation de la rue Four du Cloître, proche de la Cathédrale Saint-Étienne de Metz, la jeune Caroline Colchen avait une grande dévotion pour saint François de Sales et correspondait avec M. Gegou, Supérieur de la Visitation, vicaire général du nouvel évêque de Metz Mgr Dupont des Loges. 
Un de ses frères intègre l'ordre des Dominicains. Le 1er mai 1849, à peine âgée de 20 ans, Caroline Colchen épouse à Metz son cousin germain, le capitaine Jacques-Paul Carré (dit Paul), un officier de carrière de 8 ans son aîné, autoritaire et non pratiquant. Celui-ci lui promet de s’amender à la naissance de leur premier enfant. Bien que le nourrisson soit mort à la naissance, Paul, en bon officier, tient parole.
Le couple aura quatre enfants dont trois mourront en bas âge :
- Eugénie (11 mars 1852 - 14 mars 1852),

- Paul (20 août 1855 - 1er juin 1885), saint-cyrien (1875) puis reçu en 1884 à l’École supérieure de guerre de Paris. Il meurt le 1er juin 1885, des suites d’une chute de cheval.

- Léon (3 juin 1859 - 31 mars 1863, peut-être à Lorry-les-Metz).

- Marie-Thérèse (19 août 1864 - 17 avril 1868).

Afin de faciliter la carrière de son fils Paul qui promettait d'être brillante, son mari devenu colonel décida d’habiter Paris.
En vertu du décret du 23 juin 1875, il reprit le nom de « de Malberg », abandonné à la Révolution.
Malheureusement, la carrière de leur fils est abrégée par une chute de cheval fatale peu avant son trentième anniversaire.
Entre-temps, la défaite de 1870 et le Traité de Francfort ont donné Metz et sa région au nouvel Empire allemand.

### Vie dévote à Paris
À Paris, la famille s'installe Rue de Martignac près de la Basilique Sainte-Clotilde, Caroline a pour confesseur l'abbé Henri Chaumont, un des vicaires de la paroisse. Celui-ci, qui s'inquiète de l'évolution de la société et du peu de place que tiennent les femmes dans l'Église, lui propose L'introduction à la vie dévote de François de Sales pour guider les âmes de bonne volonté vers Dieu. 
La guerre de 1870 interrompt les pieuses réunions et Mme Carré s'éloigne de Paris prête d'être assiégée. La guerre achevée, elle revint dans la capitale.

### Luchon: Débuts d'une vocation
Partie à Luchon, au chevet de son frère, le Révérend-Père Colchen de l'ordre des Prêcheurs, elle jette avec deux amies, les bases du mouvement des Filles de Saint François de Sales, constamment canalisée par l'abbé Chaumont comme l'avait été en son temps Jeanne de Chantal par François de Sales.

### «Vive Jésus à tous nos dépens»
En 1872, l'abbé Chaumont propose à Mme Carré  de fonder une société de laïques destinée à pratiquer la Charité de manière respectueuse et discrète.
L'œuvre démarre dans une mansarde du VIe arrondissement de Paris proche de l'église Saint-Sulpice, rue Cassette. En hommage à la fondatrice de la Visitation, Mme Carré y prend le nom de Sœur Jeanne de Chantal (1572-1641) et adopte pour devise : « Vive Jésus à tous nos dépens ».
Cette Société propose un double but : la sanctification personnelle de ses membres et l'apostolat. Les femmes s'investissent dans le soulagement de la misère avec la discrétion la plus absolue. Des maisons de catéchistes missionnaires seront même fondées en Asie et en Afrique sous le patronage de Marie Immaculée, dogme défini en 1854 par le pape Pie IX.
En 1876, Caroline Carré de Malberg incite son confesseur à fonder une pieuse union de prêtres : les prêtres de saint François de Sales.

### Rouen: approfondissement de l'œuvre
Une mutation du colonel Carré de Malberg l'éloigna à Rouen d'où elle continua pendant cinq années à diriger l'œuvre. 

### Lorry-lès-Metz: la maison-mère

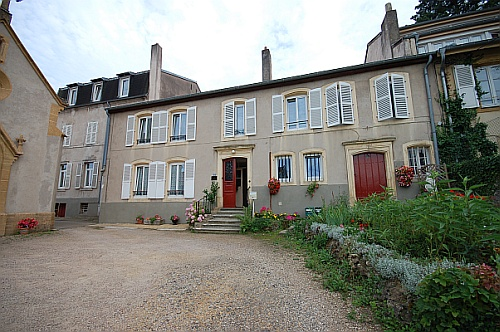
Foyer Carré de Malberg, ancienne maison de Caroline Carré de Malberg.

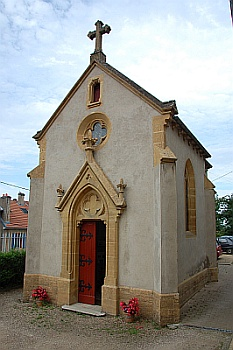
Chapelle du Foyer où est inhumée Caroline Carré de Malberg.

En 1888, il faut un local plus grand. L'ancienne maison de campagne de Lorry-lès-Metz, près de Metz en Lorraine annexée en tiendra lieu. En 1889, Caroline Carré de Malberg incite l'abbé Chaumont à fonder une branche religieuse en complément de la branche laïque. La maison deviendra le Foyer Carré de Malberg. 
C'est là que Mme Carré de Malberg s'éteint le 28 janvier 1891, à 10 h du matin, des suites d’un cancer. Elle est d'abord inhumée à Metz dans le caveau familial du cimetière de L'Est. Le 5 août 1899, son corps est transféré dans la chapelle qui est dans la cour d'entrée de la maison de maître à Lorry-lès-Metz.
Officier de la Légion d'honneur, son mari mourut à Pont-à-Mousson, ville Française proche de la frontière, en 1905. Il fut inhumé dans le caveau familial au Cimetière de l'Est à Metz.
Les statuts de la congrégation sont approuvés par le pape saint Pie X en 1911.

## Reconnaissance posthume
Le procès en béatification de Caroline Carré de Malberg est en cours depuis janvier 2009.
Le 10 mai 2014, par un décret reconnaissant ses « vertus héroïques », elle a été déclarée Vénérable .